# 消防バイク

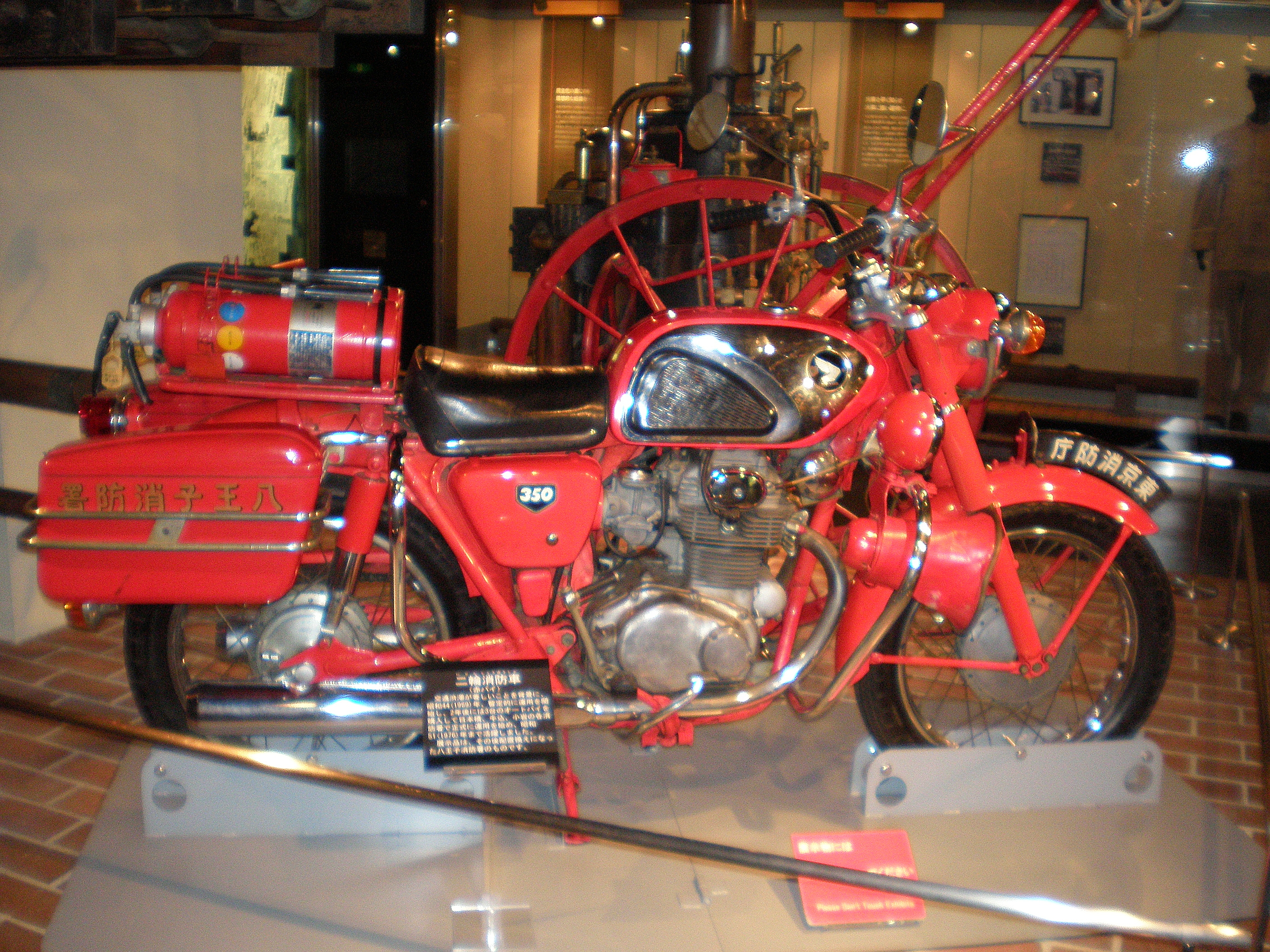
2本の消火器を搭載した初期の消防バイク。1970年代。ベース車はホンダ・CB350。東京消防庁消防博物館所蔵 (日本)

消防バイク（しょうぼうバイク、英: fire bike）とは、消防隊で使用されるモーターサイクルのことである。世界のいくつかの国では、交通渋滞を解消するために消防バイクを使用していることが多く、搭載されている装備もシンプルな消火器からホースリグ付きのジェットガンまでさまざまである。また、消防隊員は消防バイクを使って医療を行うこともある。イギリスでは、一部の消防署が交通安全啓発活動で消防バイクを使用している。日本では、これらは消防活動二輪車、二輪消防車、または赤バイとも呼ばれる。

## 各国の消防バイク
消防バイクは世界中で使われている。

### オーストラリア
ニューサウスウェールズ州地方消防局は、山火事の際にモーターサイクルを使用して、乾式消火のための落雷への迅速な対応、遠隔地消防隊活動、火道点検、防火線の評価、低草原地帯での連続放火が疑われる地域での視覚的抑止力としての役割を果たしている。消防活動に加えて、これらのモーターサイクルは、州内の捜索救助活動において、緊急サービスやNSW警察を支援するために使用されている。彼らは通常、基本的な救急キット、チェーンソー、消火器を備えている。

### ブラジル

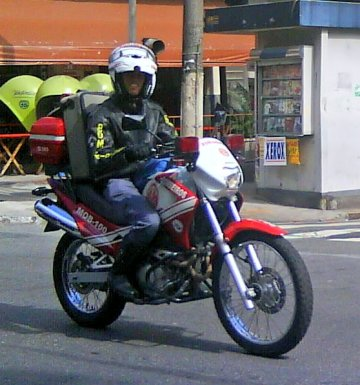
サンパウロ市消防局の消防バイク (ブラジル)

ブラジルのサンパウロ消防局では、2台の消防バイクでチームを編成し、混雑したサンパウロの街で火災や救急医療が発生した場合の初動時間を10-15分からわずか5分に短縮した。彼らのバイクは400ccの二輪車で、基本的な救急医療サービス（EMS）機器、工具、信号装置、ハンドライトやエレベーターの鍵などの付属品を搭載している。

### 中国
北京では、2014年のAPEC首脳会議に向けて、消防バイク運用を導入した。

### ブルネイ
ブルネイでは消防バイクが使われている。

### デンマーク
デンマークでは消防バイクが使われている。

### ドイツ
ドイツの一部の地方自治体の消防署では、踏査、案内業務、および交通整理のためにモーターバイクを使用している。ただし、モーターバイクは消防機器に関する国家規格DINには含まれておらず、地方自治体の消防署がバイクを購入する際に国から助成されるかどうかは各地域の法律に依る。

### 香港
香港では消防バイクが使われている。香港消防局のウェブサイトによると、「消防モーターサイクル（F.M.C.）は、デンマークのFirexpress A/S社が開発した、迅速な対応と消火活動を行うための特殊な消防機器」とのこと。BMW R1100RTを消防バイクとして使用している。

### イラン

テヘラン消防局で活躍するホンダの消防バイク (イラン)

イラン国家消防局では、テヘランでホンダのモーターサイクル2台を使用し、その他の都市ではヒョースンのモーターサイクル数台を使用している。

### イタリア
イタリアでは消防バイクが使われている。

### 日本

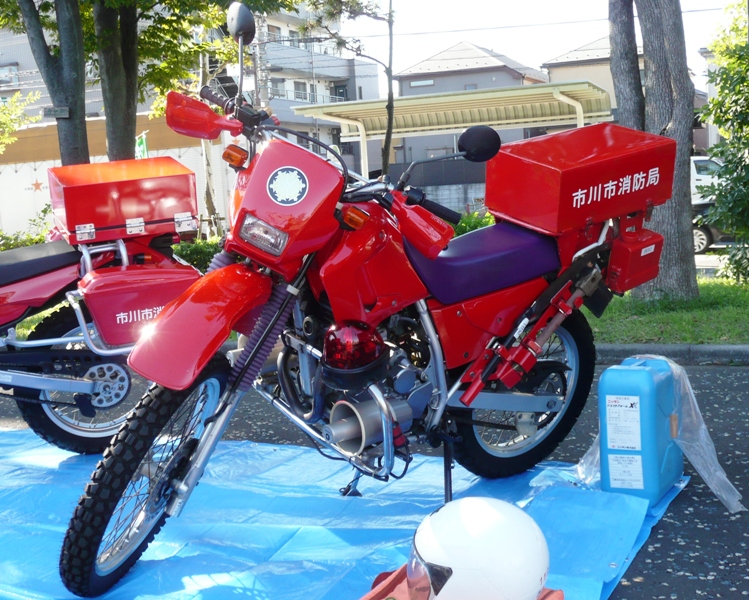
市川市消防局のホンダXR救急/消防バイク (日本)

日本では、東京消防庁が「クイックアタッカー」と呼ばれる二台一組の二輪車ユニットを、消火、救助、医療応急処置のために使用している。そのユニットは200ccのバイク2台で構成されており、「タイプT」は携行型インパルス消火システムを搭載し、「タイプU」は簡易救助器具と消火器を搭載している。2001年の時点で、20のクイックアタッカーチームが配備された。地震の多い日本では、クイックアタッカーはオフロードでの対応が可能であり、地震やその他の災害地域での迅速な実情調査にも使用されている。

### カザフスタン
2016年11月、首都アルマティで最初の「ジャワ」（Jawa-660）消防バイクが発表された。

### マレーシア
マレーシア王立消防署とマレーシア民間防衛隊が、通常の消防車の遅延を引き起こす交通渋滞の増加や、高層住宅街での延焼を防ぐための重要な要素である応答時間の短縮に取り組んでいる。この部隊では、若手職員を配した3人編成の消防バイクチームを運用している。彼らは通常、火災や事件の現場に最初に到着し、必要に応じて敷地内に入って消火活動や延焼防止活動を行う[6] 。隊員はインパルスガンを装備しており、強力なウォーターミストを最大毎秒200メートルの速さで噴射できる。

### ネパール
ネパールの首都カトマンズでは、消防バイクの使用が提案されている。

### シンガポール
シンガポール民間防衛隊は、1998年に防災バイクを導入した。これは、通常の消防車が遅れる交通渋滞に対処するためである。都会の島国では、高層住宅地での火災の延焼を防ぐためには、応答時間が重要な要素となる。この部隊は、若手隊員を配した2人組の消防バイクチームを運用している。彼らは通常、火災現場に最初に到着し、必要に応じて建物内に入って消火活動や延焼防止活動を行う。隊員は、強力なウォーターミストを毎秒最大200メートルの速度で発射できるインパルスガンを装備している。消防隊が使用したモーターサイクルのモデルはHonda CB400 Spec 3である。

### スウェーデン
スウェーデンでは消防バイクが使われている。

### トルコ
トルコでは消防バイクが使われている。

### 台湾
台湾のトンネル火災では消防バイクが使用された。

### イギリス

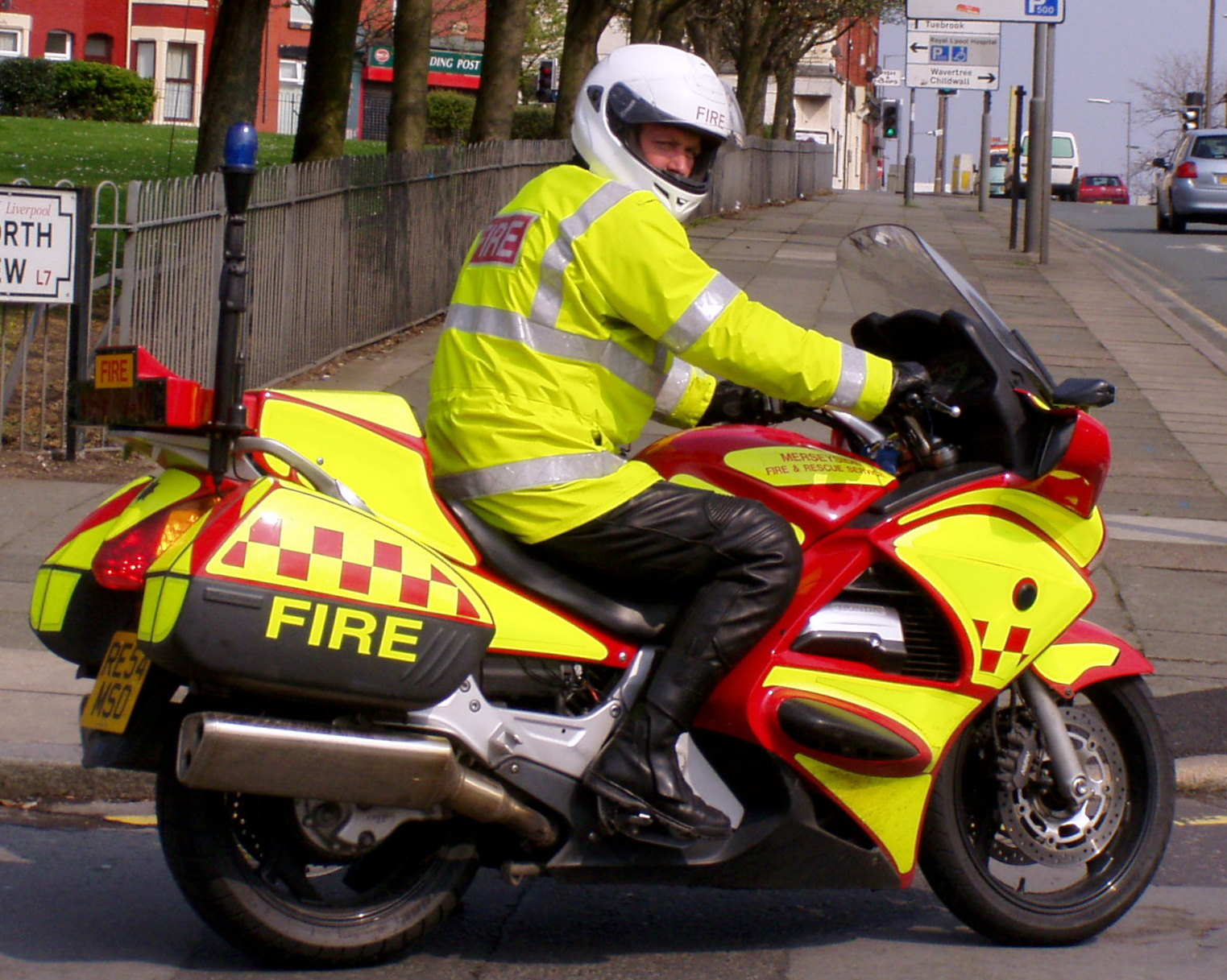
マージーサイド州の火災警報対応バイク (イギリス)

イギリスのマーシーサイド消防救助サービスでは、2005年からさまざまな役割で多くの消防バイクを運用してきた。2010年7月、彼らは英国で初めて、火災に対処するための特別に装備された消防バイクを配備した。2台のBMW R1200RT試験用バイクには、水と泡を詰めた25リットル（6.6 USガロン）の容器が2つと、長さ30メートル（98フィート）の高出力ジェットホースが装着されている。それらは小規模な火災に対処し、主要な消防車を解放して有効利用するために使用される。それらは6カ月間の試用期間を経て、効果が認められれば、他の部隊にも採用されると見込まれる。マージーサイドでは、交通渋滞の増加や、自動火災通報のほとんどが誤報であることなどから、2005年からリバプールの自動火災報知器の通報に消防バイクが出動し、本隊の到着に先立って状況を把握していた。2007年、マージーサイドは、火災安全意識向上のため、および森林火災や草原火災の消火活動に使用する可能性のため、2台のホンダ四輪バイクを導入した。
イギリスの多くの消防機関も、消火活動や火災対応のためではなく、モーターサイクルの安全運転を促進するために消防バイクを運用している。イースト・サセックス、ウェスト・サセックス、ノース・ウェールズ、ケント、ノーサンバーランドの各消防署では、この役割を担うためにバイクを運用している。ノーサンバーランド州の消防バイクは、後に、体外式除細動器と外傷治療キットを装着し、道路交通事故の対応車両としても使用できるようになった。

### アメリカ
アメリカでは消防バイクは珍しく、2012年9月、ロサンゼルス市消防局は、山火事や渋滞時の支援のために、モーターサイクルによる対応チームを試験的に導入した。